# 히카르두 코스타
히카르두 미겔 모레이라 다 코스타(Ricardo Miguel Moreira da Costa, 1981년 5월 16일 ~ )는 포르투갈의 전 축구 선수이다. 포지션은 수비수이다. 2010년 FIFA 월드컵과 UEFA 유로 2012 포르투갈 축구 국가대표팀으로 참가했다.